# باركلي تومسون
باركلي تومسون (بالإنجليزية: Barkley Thompson)‏ هو قسيس أمريكي، ولد في 17 نوفمبر 1972 في باراغولد في الولايات المتحدة.